# Junyo
La Junyo (隼鷹?, Jun'yō, in giapponese "Falco pellegrino") era una portaerei classe Hiyo di costruzione giapponese, che partecipò come unità della Marina imperiale giapponese alla Guerra del Pacifico, all'interno delle vicende belliche della seconda guerra mondiale.
Sebbene impostata nel 1939 come nave passeggeri con il nome di Kashiwara Maru, condividendo l'evoluzione alla capoclasse Hiyo e alle portaerei di scorta classe Taiyo, venne acquistata dalla Marina imperiale e convertita al nuovo ruolo nel 1940.
Fu una delle poche unità maggiori della flotta imperiale giapponese a non essere affondate durante il conflitto.

## Storia

### Sviluppo

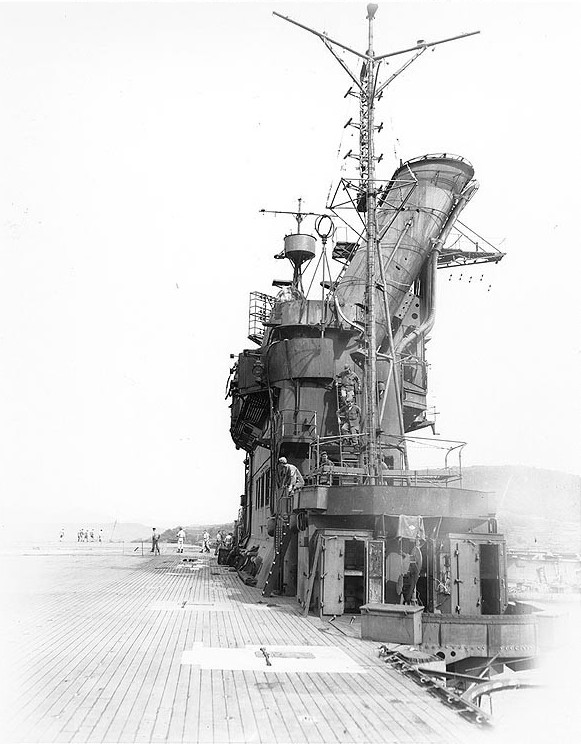
Vista dell'isola con il fumaiolo

Impostata come veloce e lussuosa nave passeggeri venne ordinata con il nome di Kashiwara Maru dalla compagnia di navigazione Nippon Yusen kaisha, la compagnia delle navi a vapore delle Poste Giapponesi dell'epoca, ma fu acquistata dal governo assieme alla nave gemella nel 1940 e convertita in portaerei. La gemella Idzumo Maru, che era in costruzione nel cantiere Kawasaki di Kōbe, divenne la portaerei Hiyo, la Kashiwara Maru venne ribattezzata Junyo.
Entrambe le unità al momento dell'acquisto erano ancora sullo scalo in fase di costruzione per cui la trasformazione avvenne senza dover intervenire pesantemente nella rimozione delle strutture ritenute non necessarie.
L'apparato motore venne modificato solo in parte; le turbine rimasero quelle scelte per la propulsione mercantile mentre le caldaie vennero sostituite con un modello in grado di fornire una potenza superiore, soluzione necessaria a raggiungere la velocità massima di 25,5 kt prefissata in fase di progetto, 1,5 kt più di quelli previsti nella versione mercantile. In realtà, nel normale impiego operativo, furono in grado di raggiungere i 23 kt, superati raramente e per breve tempo.
Il ponte di volo venne costruito a tribordo ed il fumaiolo rimase incorporato nell'isola, soluzione anticonvenzionale nel panorama giapponese, venendo comunque fortemente inclinato verso l'esterno per evitare che i fumi caldi potessero interferire provocando inattese turbolenze nelle operazioni di decollo ed appontaggio dei velivoli.